# کیش‌مات (فیلم ۲۰۰۸)
کیش‌مات (انگلیسی: Checkmate) فیلمی هندی است.